# Ritirata

Napoleone si ritira da Mosca

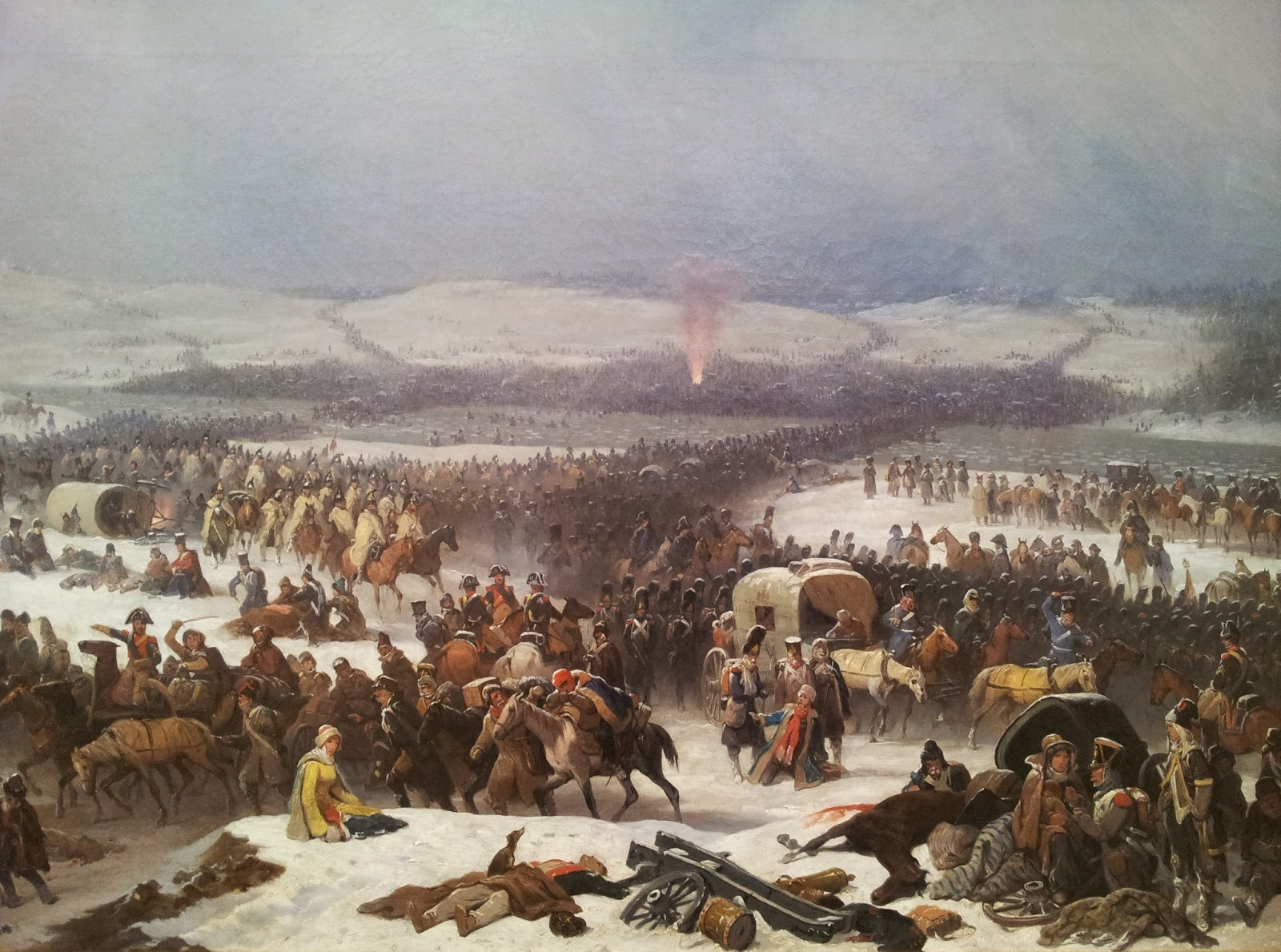
L'armata napoleonica si ritira dalla Russia al fiume Beresina

La ritirata è un tipo di operazione militare, volta generalmente al ripiego delle truppe mentre si ha ancora il contatto col nemico. Una ritirata può essere intrapresa come parte di una ritirata generale per vari scopi: per consolidare le forze, per occupare terreni più facilmente difendibili, o per attrarre il nemico in un'imboscata. È generalmente considerata un'operazione difficile e rischiosa, richiedente una ferrea disciplina, per evitarne la possibile trasformazione alla peggio in una rotta disorganizzata o, alla meglio, in un duro colpo per il morale dell'esercito.

## Ritirata tattica
Una ritirata può anche essere premeditata come fase di un piano militare superiore, soprattutto quando una forza militare si trova svantaggiata o in un terreno difficile. In questi casi la forza in difesa potrebbe utilizzare tattiche ritardanti per impedire il proprio inseguimento da parte degli attaccanti. Questo include la preparazione di campi minati, trappole prima o durante la ritirata, o in extremis condurre il nemico in una zona esposta ad un attacco di artiglieria, o l'uso della tattica della terra bruciata.

## Rotta
Nella strategia di guerra, il fine ultimo è la sconfitta del nemico. Una tattica efficace è la demoralizzazione del nemico sconfiggendo il suo esercito e provocandone la rotta dal campo di battaglia. Una volta che una forza è resa disorganizzata, perde la sua capacità di combattere, in questo modo i vincitori possono inseguire i sopravvissuti e tentare di provocare il maggior numero di vittime o prendere il maggior numero di prigionieri possibile. Esempi di rotta disastrosa sono la campagna di Russia di Napoleone e la battaglia di Caporetto.
Comunque sia un comandante deve ben ponderare i rischi di inseguire il nemico in rotta in quanto la distanza dal corpo principale dell'armata potrebbe rendere gli inseguitori vulnerabili ad un contrattacco. In questo modo vi è un valore anche nelle finte ritirate.

## Finta ritirata
L'atto di fingere una ritirata, e in questo modo attrarre il nemico lontano dalle sue posizioni difensive e renderlo vulnerabile ad un'imboscata preparata, è stato usato molte volte nel corso della storia.
Due esempi famosi sono:
- Guglielmo il Conquistatore usò una ritirata finta durante la Battaglia di Hastings per indurre gran parte della fanteria di Re Aroldo a lasciare le loro posizioni difensive in cima ad una collina, al punto che vennero falciati dalla carica della cavalleria normanna del duca.[1]
- I Mongoli sono famosi, tra le varie cose, per l'estensivo uso di ritirate finte nelle loro conquiste, poiché la cavalleria leggera mongola era di fatto irraggiungibile per i pesanti cavalieri occidentali. Nel cuore della battaglia i Mongoli erano soliti fingere ritirate per poi bersagliare gli inseguitori alla maniera dei Parti[2]. Dopo questa fase i mongoli caricavano con forza gli stremati inseguitori.

## Ritirata da territori occupati
La ritirata di truppe militari da occupazione è considerata una ritirata strategica ma essa è soggetta a ragioni politiche più che militari. Lo scopo della ritirata è il prevenire scontri col nemico: è una situazione comune nel caso di  periodi di cessate il fuoco.